# Природно-заповідний фонд Полтавської області

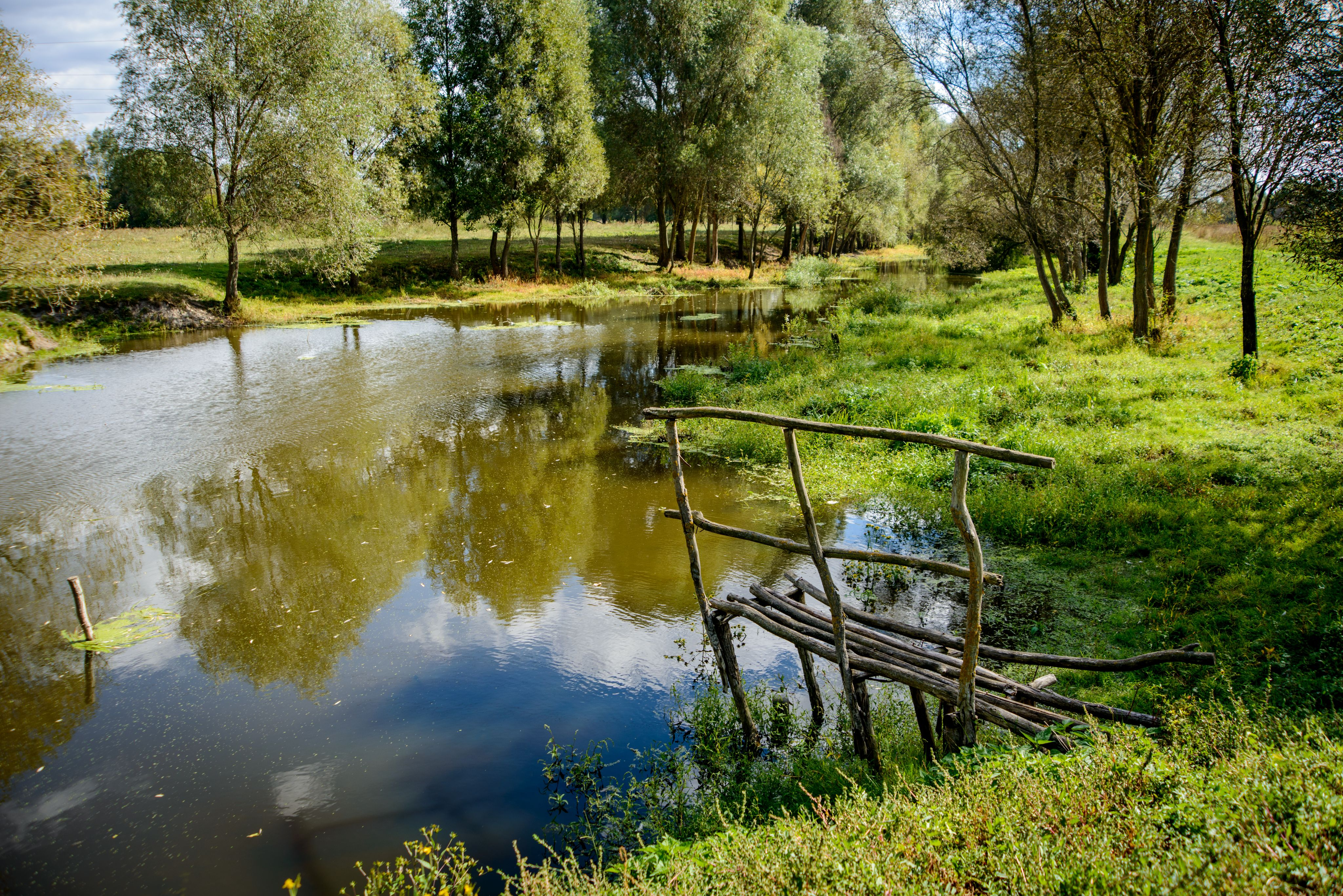
Пирятинський національний природний парк

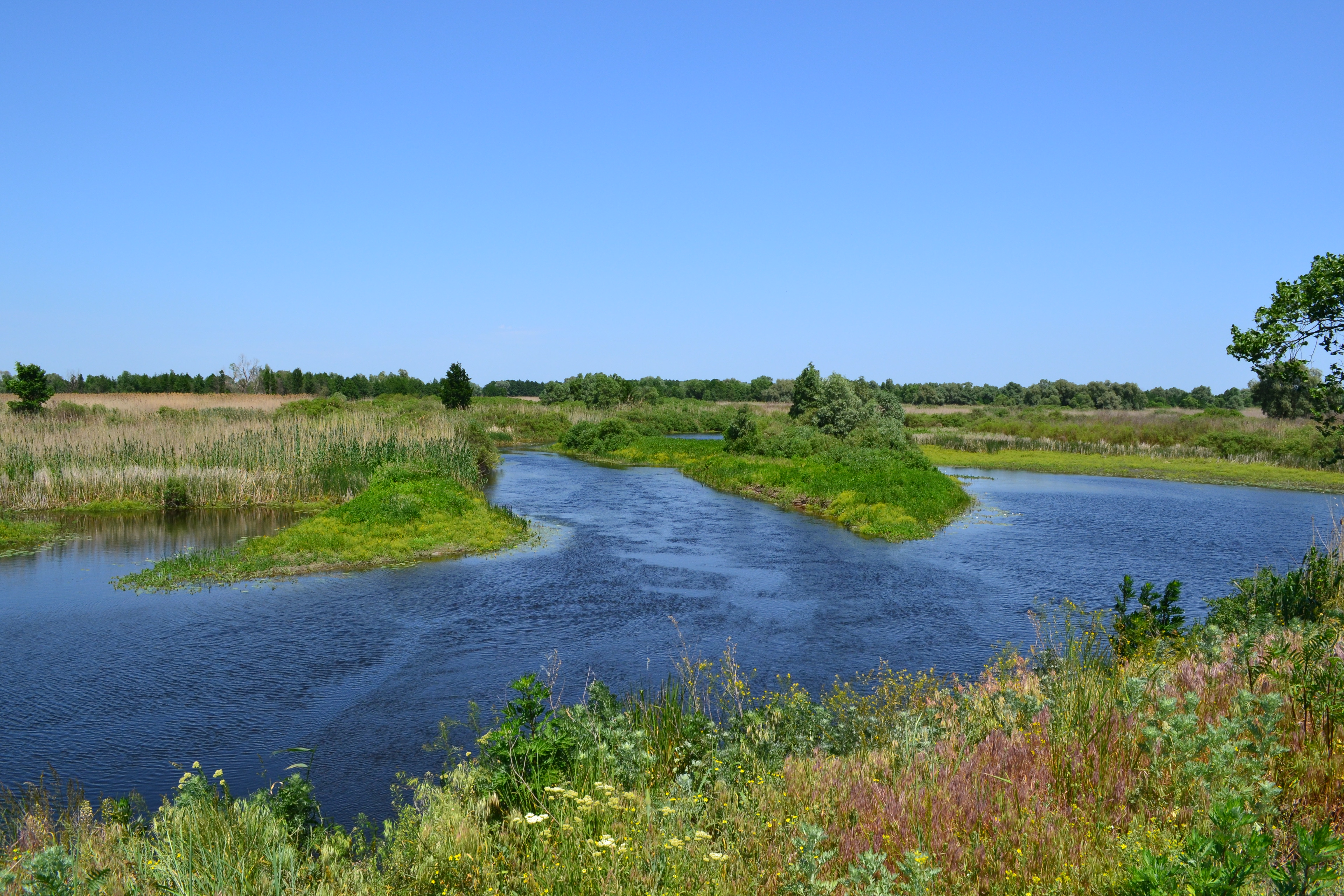
Нижньосульський національний природний парк

Природно-заповідний фонд Полтавської області налічує 384 території та об'єкти загальною площею 142 426,8715 га, що становить 4,95 % загальної площі області.
З них 46 заказників, у тому числі 11 державного значення; 92 пам'ятки природи, серед яких — 1 державного значення; Устимівський дендропарк; 20 парків — пам'яток садово-паркового мистецтва, з них 4 — державного значення; 10 заповідних урочищ.
Кількість територій та об'єктів місцевого значення становить 355.
Перелік територій та об'єктів природно-заповідного фонду загальнодержавного значення:
Національні парки:
- Пирятинський національний природний парк
- Нижньосульський національний природний парк

Заказники загальнодержавного значення:
- Білецьківські плавні
- Великоселецький заказник
- Вільхівщинський заказник
- Гракове (заказник)
- Дейманівський заказник
- Короленкова дача
- Куквинський заказник
- Лучківський ландшафтний заказник
- Малоперещепинський заказник
- Михнівський заказник
- Нижньопсільський заказник
- Плехівський заказник
- Рогозів Куток
- Руський Орчик
- Святилівський орнітологічний заказник
- Середньосульський заказник
- Солоне (заказник)
- Сулинський ландшафтний заказник
- Христанівський заказник
- Червонобережжя

Пам'ятки природи, ботанічні сади та парки загальнодержавного значення:
- Березоворудський парк
- Ковпаківський лісопарк
- Парасоцьке урочище
- Полтавський міський парк (с. Яківці)
- Устимівський дендрологічний парк
- Хомутецький парк
- Хорольський ботанічний сад